# Zech McPhearson
Zechariah McPhearson (Baltimora, 21 marzo 1998) è un giocatore di football americano statunitense che milita nel ruolo di cornerback per i Jacksonville Jaguars della National Football League (NFL).

## Carriera

### Philadelphia Eagles
McPhearson al college giocò a football a Penn State (2017-2018) e a Texas Tech (2019-2020). Fu scelto nel corso del quarto giro (123º assoluto) nel Draft NFL 2021 dai Philadelphia Eagles. Debuttò subentrando nella gara della settimana 1 contro gli Atlanta Falcons. La sua stagione da rookie si chiuse con 16 tackle in 16 presenze, una delle quali come titolare.
Nel primo turno della stagione 2022 McPhearson fu premiato come giocatore degli special team della NFC della settimana grazie a due tackle e il recupero di un onside kick nella vittoria sui Detroit Lions.

### Jacksonville Jaguars
Il 10 settembre 2024 McPhearson firmò con la squadra di allenamento dei Jacksonville Jaguars. Il 6 gennaio 2025 firmò un nuovo contratto come riserva.

## Palmarès

### Franchigia
- National Football Conference Championship: 1

Philadelphia Eagles: 2022

### Individuale
- Giocatore degli special team della NFC della settimana: 1

1ª del 2022